# Chorwacka Wspólnota Demokratyczna w Bośni i Hercegowinie
Chorwacka Wspólnota Demokratyczna w Bośni i Hercegowinie (chorw. Hrvatska demokratska zajednica Bosne i Hercegovine) – partia polityczna w Bośni i Hercegowinie. Została założona w 1990 roku. Jest to partia konserwatywna bośniackich Chorwatów.
Jednym z jej początkowych liderów był Mate Boban. Partia dążyła do utworzenia Chorwackiej Republiki Herceg-Bośni. Jej polityk Krešimir Zubak w 1996 roku został członkiem Prezydium Bośni i Hercegowiny. Członek partii Ante Jelavić został odwołany z Prezydium za kwestionowanie ustaleń Układu z Dayton. Kolejnym członkiem Prezydium z ramienia partii był Dragan Čović (2002–2005, 2014–2018).